# KRA와 함께하는 농어촌희망재단
KRA와 함께하는 농어촌희망재단은 농업인의 삶의 질 개선을 위한 복지 및 농촌문화사업을 목적으로 2005년 6월 22일 설립허가된 대한민국 농림축산식품부 소관의 재단법인이다. 사무실은 서울특별시 서초구 중앙로 586, 5층 (우면동)에 있다.